# Edmund Baldwin
Edmund Baldwin là một cầu thủ bóng đá thi đấu ở vị trí tiền đạo trung tâm ở Football League cho Tranmere Rovers.